# 莫里斯·梅洛-龐蒂
莫里斯·梅洛-龐蒂（法語：Maurice Merleau-Ponty，法語：[mɔʁis mɛʁlopɔ̃ti]，1908年3月14日—1961年5月3日），著名哲學家、法國現象學運動的領導人物之一。

## 生平
1908年3月14日，梅洛-龐蒂生於法國濱海夏朗德省的羅什福爾，在本地接受了初級和中學教育。1926年，從巴黎的路易大帝中學畢業後，進入巴黎高師，和薩特同學。1930年，通過教師資格考試後便去服了一年的兵役。1932年，他到博婉高中教書。1933年，任職於國家科研經費總局，次年到沙特尔高中重執教鞭。1935年，被提名為高師的助教，回到巴黎任教到1939年，在這之後他加入了砲兵五團，參加抗戰。1940年，到卡爾諾高中任教，並和抵抗組織有著密切的聯繫。
1944年，被聘為康多賽中學的哲學老師。1945年，憑《行為的結構》（La structure du comportement，1942年出版）、《知覺現象學》（Phénoménologie de la Perception，1945年出版）兩部重要著作獲得博士學位，並升任了里昂大學副教授。10月他和薩特共同創辦《現代》（Les Temps modernes）雜誌，從創刊至1952年12月，擔任該雜誌的政治版編輯。1948年，升任教授；在這期間他發表了《人道與恐怖》和《意義與無意義》兩本文集。
1949年，在索邦大學講授兒童心理學與教育學。1952年，當選法蘭西學院院士，任哲學教授，為歷來最年輕擔任該職者。
1961年5月3日，梅洛龐蒂死於心臟停搏，享年53歲。

## 思想

### 知覺為先
自约翰·洛克以降，機械論主導了有關知覺的理論，其中以行為主義為代表。打從寫作《行為的結構》、《知覺現象學》的時期起，梅洛龐蒂已力圖闡明這種機械論的謬誤。他認為知覺是主動的，是向真實世界──胡塞爾所謂「生活世界」（Lebenswelt）──原初開啟。
知覺為先的理論，正建基於這種原初開啟。根據胡塞爾的現象學，「所有意識都是對某物的意識」，暗示了思（actes de pensée，胡塞爾所謂“Noesis”）與所思（objets intentionnels de la pensée，胡塞爾所謂“Noema”）的區別，將思與所思的對應關係作為意識分析的基礎。
終其一生，胡塞爾的遺稿始終對梅洛龐蒂的思想影響甚大，研究過胡塞爾的遺稿後，梅格龐蒂看到胡塞爾的後期思想與前期思想有矛盾之處，有許多現象都不能以納入「思與所思」的框架，尤其是身體（既是主體，也是客體）、主觀時間（對時間的意識既非「思」、也非「所思」）、他者（在胡塞爾的早期思想中「他者」的概念會導致唯我論）等現象。
因此，「思」與「所思」的區別並非不可動搖的基礎，只能說是較高層次的分析。據此，梅格龐蒂並不主張「所有意識都是對某物的意識」，卻提出「所有意識都是知覺意識」。現象學的發展由此轉捩，一切都以「知覺為先」來重新考量。

### 身體性

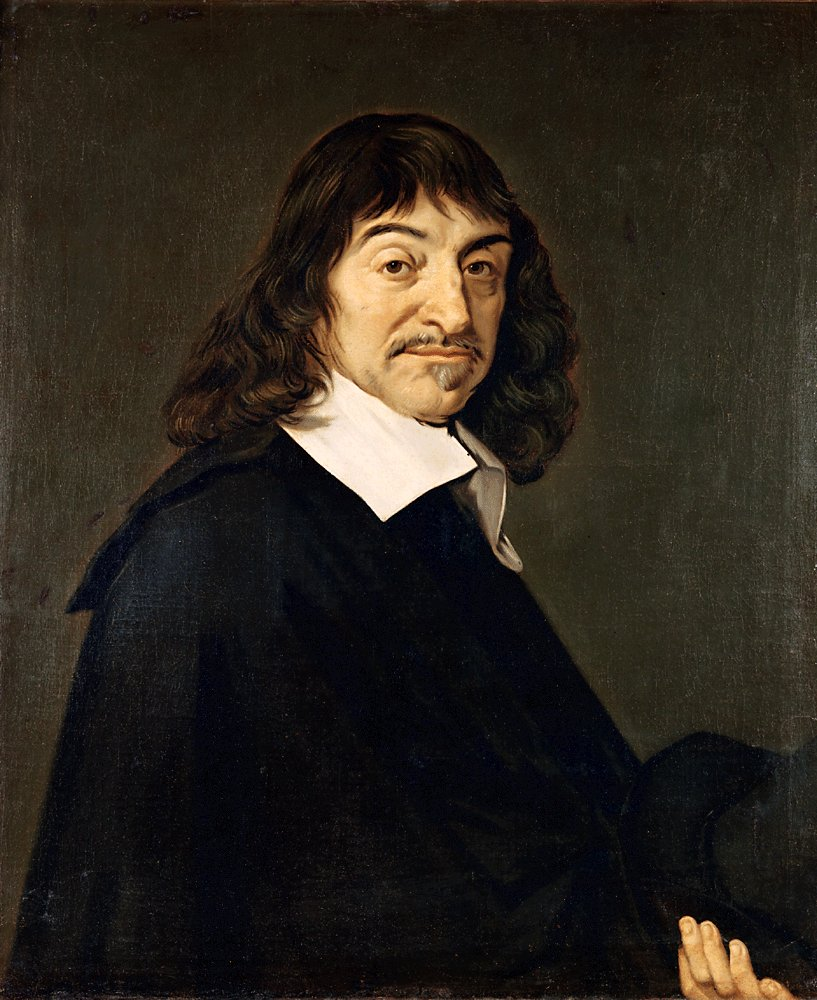
笛卡兒

以对感知的研究作为出发点，梅洛庞帝逐渐认识到身体不只是一件物事、一个科学研究的对象，它同时也是经验的永恒前提，由向世界知觉性的开放和倾注（investissement）形成。他指出，对知觉的分析中必须将意识同身体的内在关系纳入考虑。从这个意义上来说，知觉为先即是经验为先，因为处在知觉覆盖下的是一个动态和建设性的空间。
因而，他的工作建筑了一个分析，同时对知觉的身体性以及身体的意向性进行了揭示，这同笛卡尔灵肉两分的二元本体论截然相反。然而虽然一些重要的分歧将他们二者相分离，梅洛庞蒂还是审慎地继续着后者的哲学。如此，他开创了一项对于个体在世界中的化身的研究，试图提出在一个纯然的自由主义和纯然的决定论之间的中间选择，作为一个“为我之身”和“为人之身”间的解理面。

### 語言
身体性内在地具有一个表现性（expressivité）尺度，这在自我的建构中显得非常根本。而昭现这个事实是《行为的结构》一书中的一个重要成就，并且这一结论在他其后的工作中不断地经受着重新审视。而随着这个表现性的矿脉，他检视了一个化身的主体是如何能够实现超越生物层面的活动，例如智力活动或是文化生活。
因此他认真地研究了作为文化核心的语言，特别是考察了思想和意义的表达，并以对语言的习得以及身体的表现性的分析，以及对于语言的病理学，甚至于对于绘画、电影、文学以及诗歌对于语言的使用的考量，来丰富这一视角。

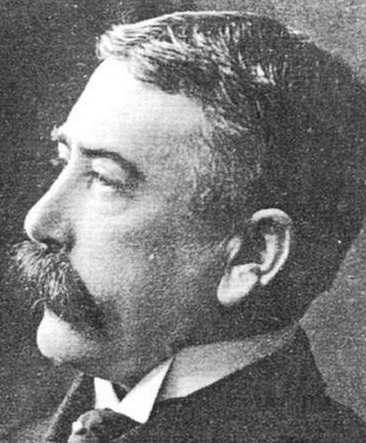
费丁南·德·索绪尔

可以注意到，这个对语言的关注从一开始就包含了对于艺术表达方式的考察，如《行为的结构》中有一段关于le Greco的文字（219页起），预示了他在1945年《塞尚的怀疑》中发展出的观点，以及其后《知觉现象学》中的考察。在这个意义上说，他在索邦大学担任儿童及教育心理学教职阶段的工作并不是一个对其哲学和现象学关注的间断，而更多地是其反思的一个重要的发展阶段。
如他在索邦大学的授课纲要所示，他在这个时期通过儿童语言习得的研究、通过在费丁南·德·索绪尔的语言学工作中寻求的支持，以及借由调解心理学、语言学和社会人类学的对话而对于“结构”这一概念的工作，维系了一个现象学和其他心理学工作之间的对话。

### 藝術
需要明确的一点是，梅洛庞蒂对于各种艺术类型（视觉、造型、文学、诗歌等）的关注并不依靠于对美的探询，或是意旨于建立对于艺术的规范性标准。因此在他的著作中很难找到解析名著、艺术作品或者艺术家真谛的理论尝试。他的目标首要地是通过那些对艺术家、诗人以及作家的工作的关注而丰富起来的关于表达（langage）的思考，分析那些不变的作为表现性基础的结构。
然而应该同时指出的是，虽然并没有直接建立对于艺术的规范性标准，他还是明确地保持了对原初表达（expression première）和重新表达（expression seconde）的区分。这种区分首先出现在《知觉的现象学》（207页脚注二）并且时常以“被言说的语言”（langage parlé）及“为言说的语言”（langage parlant）的说法被重提。被言说的语言（或次级表达）直接来源于我们的语言积累，来自我们获得的文化遗传，也来自大量符号和意义的关联。而为言说的语言（或初创表达）则是意义的定形，是思想迸发之时、意义到场之时的语言。
而梅洛庞蒂更为感兴趣的是为言说的语言，即原初表达。它也在对于表达（expression）的产生和接受的工作中引起了他的持续关注，这是一个对于行为、意向、知觉以及自由和外因之间关系的综合分析。

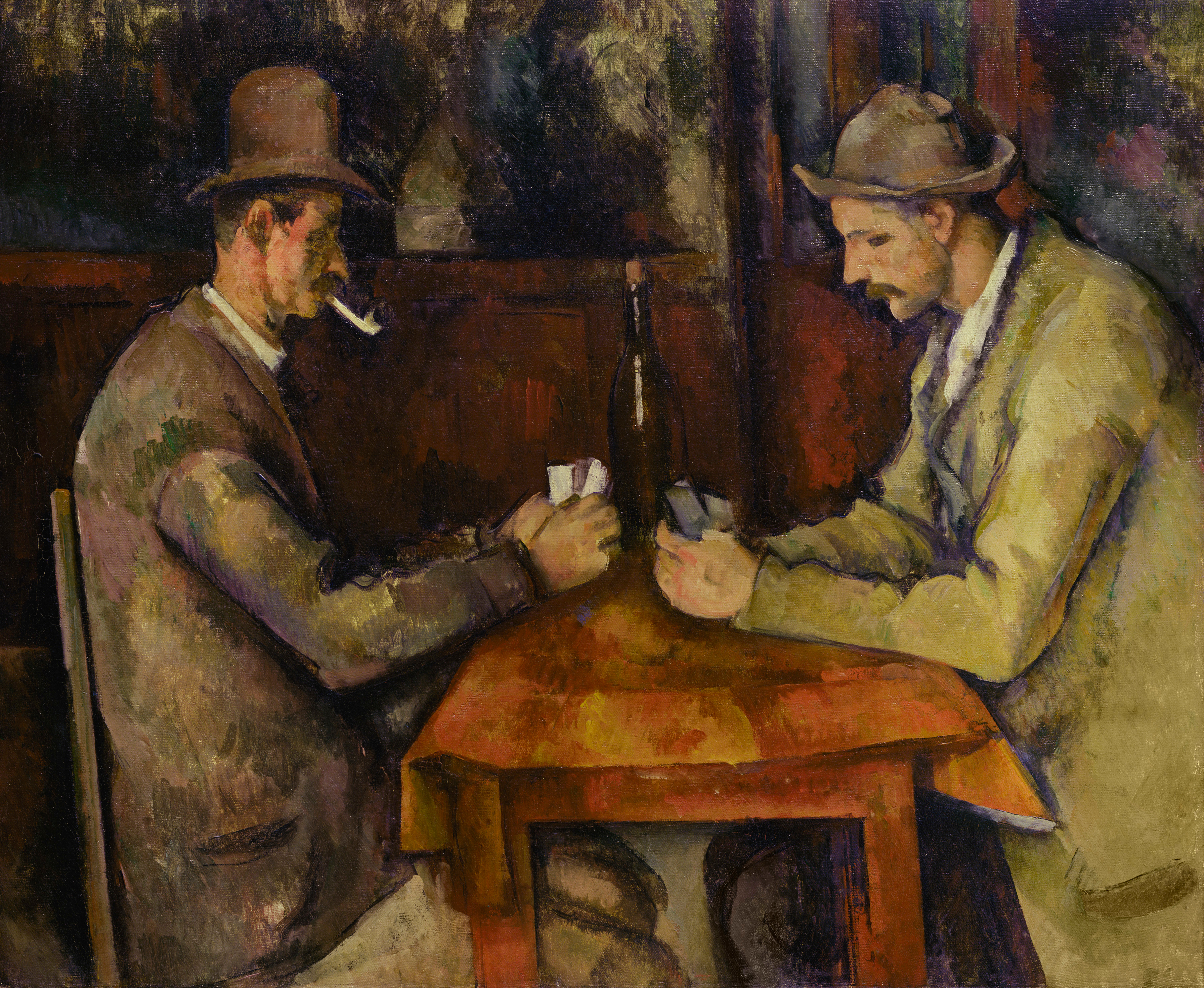
玩牌的人，保罗·塞尚

对于绘画作品这一主题，梅洛庞蒂称画家在创作的时候能够首先酝酿出一个想法然后将其具体化，或者从对材料的处理中释放出某种思想或情感。然而在这二者中，画家的艺术行为都孕育了一种表达，在这种表达中某种意义被呈型。以这个发现为起点，他试图解释那些刻画表现性特徵的不变结构，同时将他在《塞尚的怀疑》中所赋予价值的意义的词义限定（la surdétermination du sens）纳入考虑。
在需要考量的结构中，对风格这一概念的研究在《间接语言及沉默之声》（Le langage indirect et les voix du silence）中占据了重要的位置。虽然同安德烈·马尔罗有一些共识，但他对于后者在《沉默之声》（出版于普雷亚德(Bibliothèque de la Pléiade)丛书，汇集了出版于1947年至1950年间的四卷《艺术的心理学》）中对风格的三种概念的阐述表示异议。梅洛庞蒂认为马尔罗在这部作品对风格的探讨中，时而使用一个非常主观的视角同化成艺术家的个体性投射，时而却使用截然相反的一个非常形而上学、甚至对于他来说神秘主义的视角，在此风格被联系到一个表述绘画的精神的“超艺术”的概念，而它最后被简化为对绘画风格或艺术流派的指称。
梅洛庞蒂认为，正是对这种风格概念的运用使得马尔罗割裂了意大利文艺复兴绘画的客观性和他所处时代的绘画的主观性，而这正是梅洛庞蒂反对的。根据他的看法，更重要的是考虑基本的问题，认识到风格的存在首先是知觉优先的一个要求，这也说明了将历史性和主体间性维度纳入考虑的必要性。

### 藝術與主體間性
不论是他关于身体性还是关于语言的工作都为理解表现性而揭示了个体植根于所生存的世界的重要性，而这种植根交织着历史性和主体间性的维度，正是他尽力所要阐释的。作为对于历史和主体间性的探讨之基础，他指出个体在此既非主体，因为他是一个已然成型的社会文化和语言网络的一部分；同时个体也并非其产物，因为通过对其之使用，个体介入并影响着这些既有结构，包括有关语言的制度化。他在被任命法兰西学院教职时重新提出的材料中指出，这可以作为他对这些现象进行研究时所采用的模型。

### 科學

#### 心理學
梅洛庞蒂对心理学的工作表现出相当的关注，同时大部分心理学历史的专家都认为他的工作对这个学科的研究产生了切实的影响。《行为的结构》（1942年）直接探讨了当时相当大范围的心理学实验研究，揭示了不少这些工作所触及的困难；特别是行为主义，由于他们所内涵的本体论前设所带来的困难。在另一方面，他也发现实验心理学数据揭露了当时认识论以及科学哲学所存在的某些问题。
人们还注意到《行为的结构》一书中援引了神经学家库特·古尔德斯坦（Kurt Goldstein）及Frederick J.J. Buytendijk的不少研究。而相应地，Buytendijk也在他的《动物心理学专论》（1952年）多次引用梅洛庞蒂，此外还发表了一篇题名《接触与被接触》（Arch. Neerl. Zool., 1953）的文章，不难找出其与《可见与不可见》（Le visible et l'invisible）中关于“接触-被触”（touchant-touché）互易性的论述之间的相似之处。
梅洛庞蒂还曾关注过格式塔心理学的工作，并且试图阐明心理分析同现象学之间的敛散关系，以补充他对社会心理学和让·皮亚杰工作的探讨。

#### 社會學與人類學
在对于植根于生活世界的分析，以及延伸出的对于主体间性的分析的过程中，梅洛庞蒂逐渐介入社会学与人类学研究的本质中，尤其是在著作《哲学家与社会学》以及《自牟斯至克勞德·李維-史陀》中。他的关于知觉优先以及生存着的肉体的论证创立了对于主体间性的一个全新认识，并正是出于这个原因，它们极大地启发了社会学的研究，特别是对于阿尔弗雷德·舒茨（Alfred Schütz）的社会现象学工作中对于实际意向性的研究有相当的启发作用。

### 肉体与互文/可见与不可见
肉体（chair）与互文（chiasme）的概念，同连带的可见与不可见的概念主要出现在《可见与不可见》（Le visible et l'invisible）和伴随着的《工作笔记》（Notes de travail），一部未完成的身后作品中；它们也出现于他1959年至1961年间在法兰西学术院（Collège de France）的授课笔记中，以及非常简要地出现于《符号》（Signes）的前言及其他零星著作中。由于缺少对这些概念的充分发挥，我们如今很难界定究竟梅洛庞蒂想通过它们确切表达什么，但是绕开解释的问题，这一领域的专家还是对其中一些元素取得了一定的共识。
首先可以看到，对这些概念的引入是为了克服某些概念的习惯用法所携带的对意义的割裂。如此，当他宣称“所有意识皆为知觉意识”时，他试图昭显知觉者和被知觉者原初的完整倾向（prégnance）——这可由触者与被触的可逆性这一例子所展示。同样，当处理个人的身体时，他揭示了意识的身体性以及身体的意向性。而各个主体/世界的关系，如同身体/意识的关系一样，通常由关系的二元性基础所串接。从某种意义上来说是为了命名这种完整性和侵占而出现了肉体的概念，以及关联的交错以及互文的概念。而说到可见与不可见，则要回溯至“意义”（sens）的问题。
根据梅洛庞蒂的论著，在“存在”（être）和“在场方式”（manière d'apparaître）之间没有类别（catégorique）的区分。如是，我们可以看到虽然他在这一阶段频繁探讨马丁·海德格尔的作品，梅洛庞蒂并不赞同后者在形而上学领域的认识。对于梅洛庞蒂，意义的问题并不属于存在与在场的二元本体论中，而可见与不可见的维度之可逆性应该被看作问题的正反两面：“不可见”不应是“可见”的对立（同样，梅洛庞蒂背离了萨特关于存在与虚无的本体论），而是它的衬里、“肉体性的层次”（profondeur charnelle）。在这里涉及到将符号和意义的完整倾向还诸本身，对他来说是首要的。这表示符号并不屈从于意义，反之亦然。
由此，意义的问题无法被归结为纯粹的理念，还有内在于意义的“物质性”——例如，在《眼与灵》（L'œil et l'esprit）中，梅洛庞蒂写道当一幅画作被撕碎后，它就不再具有意义，而只是碎片而已。

### 政治学
梅洛-庞蒂的政治思想既不是在政治哲学本身的理论阐述层面，也不是在对当前事件和政治发生的记录层面。他的政治思想的阐述是在这些层次之间来回进行的，这不是一个问题，至少按照他自己的意愿，要么是通过从政治/道德原则中推导出要采取的行动来将理论应用于事件，要么是对每个事件做出反应，好像它本身就构成了一个没有哲学层面的整体。
他出版了《人文主义与恐怖》（1947）和《辩证法的历险》（1955），这些作品除了包含历史哲学的纲要外，还涉及对马克思主义的解释，但没有坚持任何教义。他还在各种报纸上发表了许多带有政治内容的文章，以及在《现代》上发表文章，他是该报的政治编辑，直到1952年12月因对知识分子的社会承诺观点和萨特的政治立场有分歧而退出。

## 主要著作
- 《行為的結構》1942
英譯 1963

## 腳註
1. ↑  当时根据1903年11月10日的法令，巴黎高师是巴黎大学的一部分。

## 外部連結
- Merleau-Ponty Circle (Amérique du Nord)
- Merleau-Ponty Circle (Japon) （页面存档备份，存于）
- Article d'encyclopédie （页面存档备份，存于） （英文）
- Synthèse : Le visible et l'invisible
- Synthèse : Le corps Propre (Intentionnalité Pré-Réflexive)
- Synthèse : Le cogito Pré-Réflexif
- Synthèse : L'être et l'art
- 黃冠閔：觸覺中的身體主體性——梅洛龐蒂與昂希 （页面存档备份，存于）